# Temple évangélique de Deák tér
Le Temple évangélique de Deák tér (Deák téri evangélikus templom) est la plus ancienne église luthérienne de Budapest, située dans le quartier de Belváros sur Deák Ferenc tér. 